# 6-й индивидуальный чемпионат мира по фридайвингу
6-й индивидуальный чемпионат мира по фридайвингу — чемпионат мира по фридайвингу, проходивший на Багамских островах в период с 27 ноября по 5 декабря 2009 года.

## Технические результаты
Ныряние в глубину без ласт
Женщины
1. Наталья Молчанова, Россия 62 м — мировой рекорд
2. Ники Родерик, Новая Зеландия 55 м
3. Яна Стрейн, Канада 54 м
Мужчины
1. Вильям Трубридж, Новая Зеландия 90 м — мировой рекорд
2. Вильям Винрам, Канада 86 м
3. Гийем Нери, Франция 78 м
Ныряние в глубину в ластах
Женщины
1. Наталья Молчанова, Россия 97 м
2. Сара Кэмпбелл, Великобритания 92 м
3. Ярмила Словенчикова, Чехия 74 м
Мужчины
1. Герберт Ницш, Австрия 114 м
2. Алексей Молчанов, Россия 111 м
3. Карлос Косте, Венесуэла 110 м
3. Вильям Трубридж, Новая Зеландия 110 м